# Uperoleia stridera
Az Uperoleia stridera a kétéltűek (Amphibia) osztályának békák (Anura) rendjébe, a Myobatrachidae családba, azon belül az Uperoleia nembe tartozó faj.

## Előfordulása
Ausztrália endemikus faja. Az ország északi, sivatagos részén, a Nyugat-Ausztrália állambeli Fitzroy Crossingtól az Északi terület Daly Waters városáig honos.

## Taxonómiai helyzete
A fajt 2014-ben leválasztották az Uperoleia trachyderma fajról, az elterjedési terület nyugati részén élő populációkat az új fajhoz sorolták.

## Megjelenése
Apró termetű békafaj, testhossza elérheti a 2,5 cm-t. Háta barna, barnás-narancssárga vagy barnás-szürke, sötétebb foltokkal és pettyekkel vagy néha nélkülük. A szemek között gyakran V-alakú jelölés található. A hasa fehér, szürke foltokkal. Pupillája csaknem kerek, a szivárványhártya aranyszínű. Az ágyék és a combok hátsó része élénkvörös. A lábakon vízszintes sávok húzódnak. Ujjai között nincs úszóhártya, ujjai végén nincsenek korongok. A parotoid mirigyek nagy méretűek, narancsbarnák vagy a hát színével megegyező színűek.

## Életmódja
Valószínűleg nyártól őszig, a nedves évszakban szaporodik. A peték, az ebihalak és a fejlődési idő nem ismert, de valószínűleg hasonlók más Uperoleia fajokéhoz.

## Természetvédelmi helyzete
A vörös lista a nem fenyegetett fajok között tartja nyilván. Populációja stabil, több természetvédelmi területen is megtalálható.